# Roses-Granodiorit
Der Roses-Granodiorit ist ein variszischer Granodioritstock, der an der Wende Karbon/Perm in die Metasedimente des Cap-de-Creus-Massivs eingedrungen ist.

## Geografische Lage

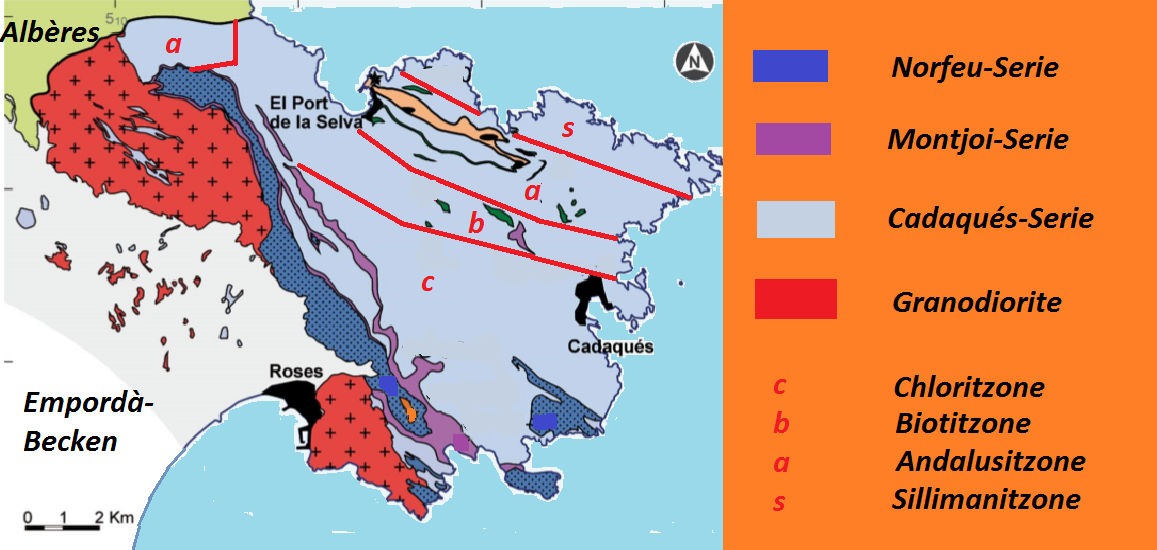
Das Cap-de-Creus-Massiv mit dem Roses-Granodiorit im Südosten

Der 5 Kilometer lange und maximal 2 Kilometer breite Roses-Granodiorit, benannt nach seinem Fundort Roses an der nördlichen Costa Brava in Katalonien, ist ein kleiner, in die Südost-Nordwestrichtung ausgelängter Granodioritkörper. Er stellt den östlichsten Intrusivkörper in der Achsenzone der Pyrenäen dar. Entlang seiner Südwestseite grenzt er an das Mittelmeer (Bucht  von Roses) und taucht im Nordwesten unter die neogenen Sedimente des Empordà-Beckens ab. An seiner Nordostseite hat er die ihn einhüllenden Metasedimente der Montjoi- und Norfeu-Serie kontaktmetamorph verändert und zu Knotenschiefern und Hornfelsen  verwandelt.

## Geologie

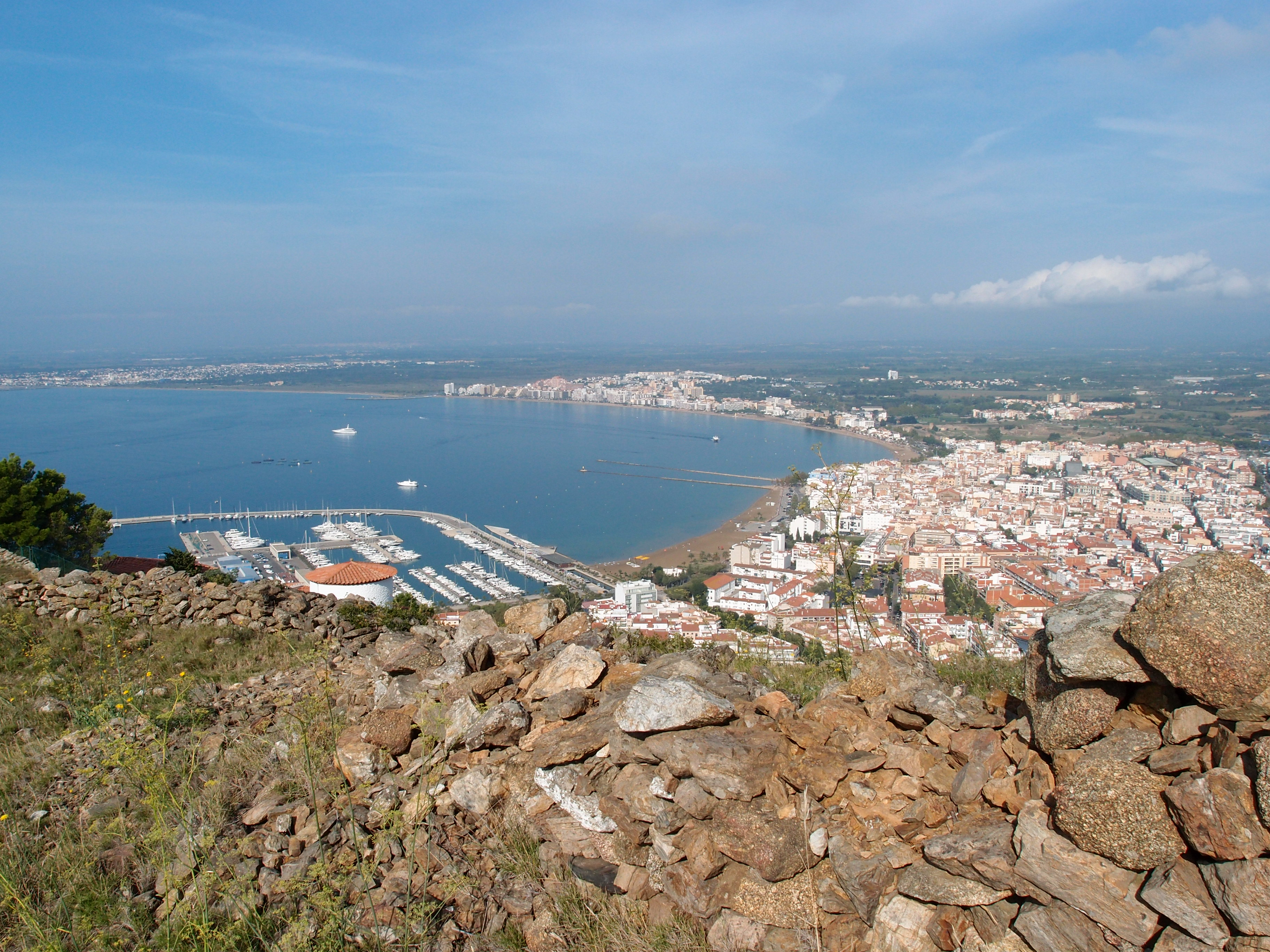
Blick vom Puig Rom und dem Castrum visigòtic auf Roses und seine Bucht. Die Mauerblöcke im Vordergrund rechts bestehen aus Roses-Granodiorit.

Der kurz vor der Hauptphase der Pyrenäendeformation D 2 (und somit vor dem Höhepunkt der Regionalmetamorphose) synschistos eingedrungene Pluton zeigt wie auch der benachbarte, etwas weiter nördlich liegende Rodes-Granodiorit eine zwar gut ausgebildete planare Gefügeausrichtung (Foliation), jedoch mit sehr unterschiedlicher Intensität. Dieselbe Deformationsphase D 2 war auch für das Entstehen der deutlichen Schieferung in den Nachbargesteinen verantwortlich. Die Foliation im Granodiorit konzentriert sich in Bändern im Zentimeter- bis Hektometerbereich (bis maximal 500 Meter). In ihnen liegt der ursprünglich bereits foliierte Granodiorit jetzt mylonitisiert oder gneisifiziert vor.

## Petrologie
Der Roses-Granodiorit enthält viele quarzdioritische Einschlüsse, die bis zu 50 Volumenprozent erreichen können. Im unverformten Zustand besitzt der Granodiorit ein mehr oder weniger isotropisches Gefüge. Die bevorzugte Ausrichtung der Einschlüsse und auch der vorhandenen Schlieren dürfte eine primär magmatische Fließrichtung widerspiegeln. Gelegentlich können Xenolithen und Hornfelssepten im Granodiorit beobachtet werden, deren Foliation klar vom Granodiorit durchkreuzt wird. Auch Aplitgangscharen durchsetzen den Granodiorit. Am Rand der Intrusion treten mehr leukokrate Granitoide auf, die überdies Apophysen ins Nebengestein entsenden. Recht häufig durchziehen auch Granodioritgänge die Metasedimente. Zu beobachten sind ferner sehr späte, dunkle Lamprophyrgänge, die sämtliche Strukturen im Granodiorit durchschlagen.

### Mineralogie
Im Dünnschliff führt der undeformierte Roses-Granodiorit die Minerale Quarz, Plagioklas (Oligoklas bis Andesin), Alkalifeldspat, Biotit und Hornblende. Er kann somit als Biotit-Hornblende-Granodiorit charakterisiert werden. Häufig auftretende Akzessorien sind Allanit, Epidot und Klinozoisit. Im Biotit sind oft orientierte Rutilnadeln eingeschlossen (Sagenit).

## Deformation

### Granodiorit
An seiner nördlichen Nordostbegrenzung tritt der Granodiorit über eine Ausstrichsbreite von nahezu 1000 Metern deutlich und durchhaltend foliiert auf. Diese Foliation Sgm fällt vorwiegend mit rund 40° nach Südwest ein. Im Südabschnitt des Plutons ist diese Foliation nicht vorhanden, dafür wird der hier recht homogene Granodiorit über eine Ausstrichsbreite von weiteren 1000 Metern von gneisifizierten bzw. mylonitisierten Bändern durchzogen. Diese Bänder verlaufen mehr oder weniger parallel in Südost-Nordwestrichtung, fallen aber wesentlich steiler als die Foliation nach Südwesten ein. Ihr Einfallen kann aber durchaus auch auffächern, so dass gelegentlich selbst Einfallsrichtungen nach Nordost beobachtet werden. Die vorwiegend linksverschiebenden Bänder anastomisieren und umschließen dann rautenförmige, sigmoidale Bereiche (Scherlinsen, im Englischen als lozenges bezeichnet) mit relativ unverformten Granodiorit. In nur sehr schwach deformierten Bereichen des Granodiorits können die Mylonitzonen ihre Parallelität aufgeben und es werden dann sogar konjugierte Scherzonen mit rechtsverschiebendem Bewegungssinn vorgefunden. Stellenweise kann auch beobachtet werden, wie eine schwach ausgebildete, flachliegende Foliation in steile, diskrete Mylonitbänder hineinbiegt.
Der mylonitisierte Granodiorit besitzt markante Minerallineare, die parallel zur Verformungsrichtung verlaufen. Sie fallen sehr regelmäßig flach nach Südost ein und stehen somit praktisch senkrecht auf dem Großkreis der Foliationsebenen. Die mylonitische Foliation kann ihrerseits verfaltet und krenuliert sein, wobei die zugehörigen Faltenachsen ebenfalls parallel zu den Minerallinearen angeordnet sind.

### Kontakthof
Der Granodiorit hat seine Nachbargesteine in verschiedenen Niveaus intrudiert, wobei er deutlich die regionale Schieferung S 1 der Metasedimente durchdrang. In den Phylliten der Kontaktzone entstanden intrusionsbedingt neue knotige Porphyroblasten. Hierauf bildeten sich in den Metasedimenten späte Falten und Krenulationen, die sich um die Porphyroblasten legten und somit eindeutig jünger sind. Die Porphyroblasten konnten aber ihrerseits wiederum als Instabilitäten fungieren, von denen dann disharmonische Krenulationen ausgingen. 
Dieses späte Deformationsereignis griff schließlich auch auf die Porphyroblasten selbst über, welche serizitisiert und verfaltet wurden. Muskovite und Biotite in den Hornfelsen wurden geknickt. Vom Granodiorit ausgehende kleine Adern wurden stellenweise ebenfalls verfaltet, und zwar mit derselben Symmetrie wie bereits bestehende Falten in den Phylliten. Die Faltenachsenrichtung in den Metasedimenten findet sich ebenfalls in Minerallinearen von Quarzgängen der Kontaktzone wieder.

### Deutung
Ähnlich wie in anderen Mylonitgürteln werden sämtliche angeführten Strukturelemente im Roses-Granodiorit einer progressiven Deformation zugeschrieben, die auf ein allmähliches Auftauchen der Intrusion zurückzuführen ist.  Simpson (1981) ist der Ansicht, dass nach dem Anfangsstadium einer homogenen Verformung sich unter irrotationellen Bedingungen eine schwache, aber durchgängige Foliation herausgebildet hatte. Diese wurde dann den Bedingungen einer einfachen Scherung (Englisch simple shear) unterworfen, welche sich auf enge Scherzonenbereiche konzentrierte und dort die vorher geschaffene Foliation verformte.
Die Mylonitisierung des Granodiorits wird von mikrostrukturellen Veränderungen begleitet, charakterisiert durch drastische Korngrößenänderungen und Kornumbauten (Englisch grain refinement) und teilweise auch mineralogischen Neubildungen wie Chlorit, Epidot, Muskovit und Albit. Auch chemische Vorgänge können eine Rolle spielen wie beispielsweise die Abfuhr von Quarz in Chlorit-Albit-Myloniten. 

## Alter
Die genaue zeitliche Stellung des Roses-Granodiorits ist nach wie vor umstritten. Bisher durchgeführte Altersdatierungen ergaben für den Roses-Granodiorit ein Alter von 290,8 ± 2,9 Millionen Jahren BP. Demzufolge ereignete sich der Höhepunkt der Deformation D 2 im frühen Unterperm (Asselium und Sakmarium). Laumonier und Kollegen (2014) bezweifeln jedoch das von Druguet ermittelte etwas sehr junge Alter des Roses-Granodiorits, da dieser von einem auf 297 ± 3 Millionen Jahre BP datierten Pegmatit durchzogen wird und somit älter sein muss. Sie geben ferner zu bedenken, dass die Hauptmasse der magmatischen Intrusionen in den Pyrenäen im Zeitraum 309 bis 299 Millionen Jahre BP, d. h. im Moscovium, Kasimovium und Gzhelium erfolgt war. 
Im Dunkeln liegen auch die Alter der Mylonitzonen, der Lamprophyrintrusion und der generellen Südwestkippung des Plutons. Für letztere wird meist ein alpines Alter angenommen. Die retrograde Scherzonenbildung und Mylonitisierung im Cap-de-Creus-Massiv wird von Vissers und Kollegen (2016) mit Mittlerem Jura und sogar Tertiär angesetzt. Dies wirft somit ernste Zweifel auf das bisher akzeptierte Modell einer kontinuierlichen, rein variszischen Entwicklung des Roses-Granodiorits.